# Tuxpan (Nayarit)
Tuxpan (Nayarit) é um município do estado do Nayarit, no México.